# Photoscotosia metachryseis
Photoscotosia metachryseis är en fjärilsart som beskrevs av George Francis Hampson 1896. Photoscotosia metachryseis ingår i släktet Photoscotosia och familjen mätare. Inga underarter finns listade i Catalogue of Life.